# Włodzimierz Potasiński

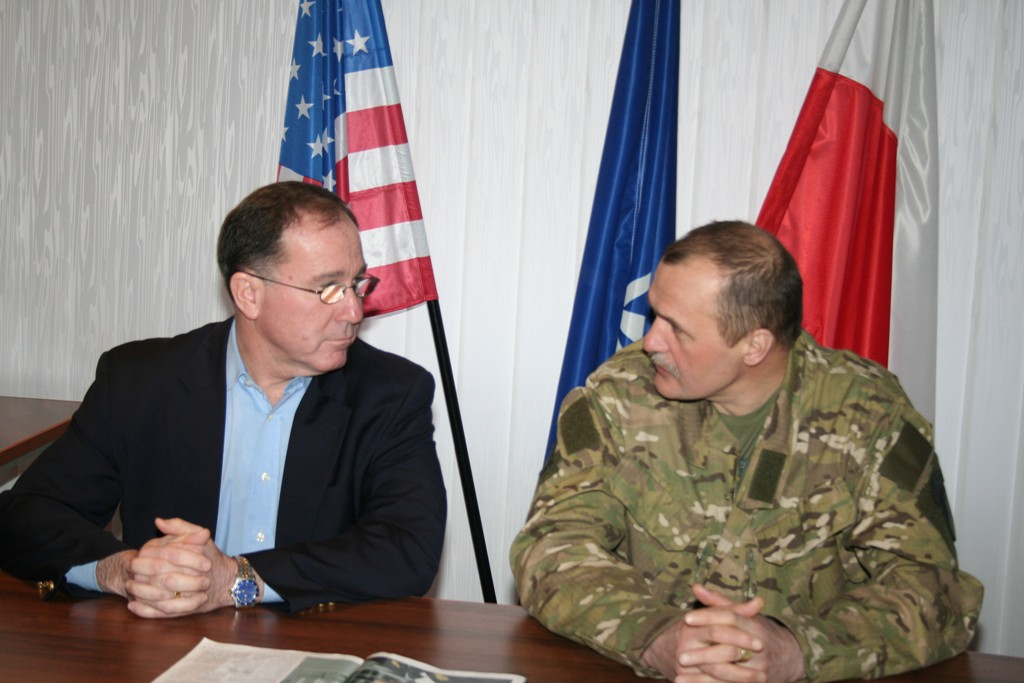
Divisionsgeneral Włodzimierz Potasiński (rechts).

Włodzimierz Potasiński (* 31. Juli 1956 in Czeladź, Polen; † 10. April 2010 in Smolensk, Russland) war ein polnischer Divisionsgeneral (entspricht etwa einem Generalmajor).
Er begann seine militärische Laufbahn an der Offiziershochschule, welche er 1980 abschloss. Danach diente Potasiński als Zugführer im 6. Fallschirmjägerbataillon der Polnische Luftstreitkräfte. 1988 folgte die Ausbildung im Generalstab. Er versah danach in verschiedenen Einheiten seinen Dienst. 1993–94 nahm er im Rahmen eines polnischen Kontingents an einer Friedensmission der Vereinten Nationen teil. Im Lauf seiner Karriere nahm General Potasiński an verschiedenen Lehrgängen teil, unter anderem an der Naval Postgraduate School in Monterey und der NATO School in Oberammergau. 2004 wurde er zum Kommandeur einer Brigade ernannt und diente mit diesem Großverband im Irakkrieg. Im August 2007 wurde er zum Divisionsgeneral (OF-7) befördert und Befehlshaber der polnischen Spezialkräfte.
Włodzimierz Potasiński starb beim Flugunfall von Smolensk 2010 am 10. April 2010 auf dem Weg zu einer Gedenkfeier für die Opfer des Massakers von Katyn.

## Auszeichnungen
- Ritterkreuz des Ordens Polonia Restituta
- Meritorious Service Medal der Vereinigten Staaten[1]